# Elsinore (Utah)
Elsinore is een plaats (town) in de Amerikaanse staat Utah, en valt bestuurlijk gezien onder Sevier County.

## Demografie
Bij de volkstelling in 2000 werd het aantal inwoners vastgesteld op 733.
In 2006 is het aantal inwoners door het United States Census Bureau geschat op 740, een stijging van 7 (1,0%).

## Geografie
Volgens het United States Census Bureau beslaat de plaats een oppervlakte van
3,3 km², geheel bestaande uit land. Elsinore ligt op ongeveer 1631 m boven zeeniveau.

## Plaatsen in de nabije omgeving
De onderstaande figuur toont nabijgelegen plaatsen in een straal van 16 km rond Elsinore.